# Leiopelma pakeka
Leiopelma pakeka é uma espécie de anfíbio da família Leiopelmatidae. Endêmica da Nova Zelândia, onde pode ser encontrada apenas na ilha Maud. Foi introduzida na ilha Motuara.